# Église Saint-Pierre de Séville
Pour les articles homonymes, voir Église Saint-Pierre.
L'église Saint-Pierre (en espagnol : Iglesia de San Pedro) est une église catholique de style gothico-mudéjar bâtie au XIVe siècle et modifiée aux XVIe et XVIIIe siècles. Elle est située Plaza de San Pedro à Séville, et est siège de la Paroisse de San Pedro y San Juan Bautista.

## Description
Le bâtiment comporte trois nefs, deux portails et une tour avec campanile. 

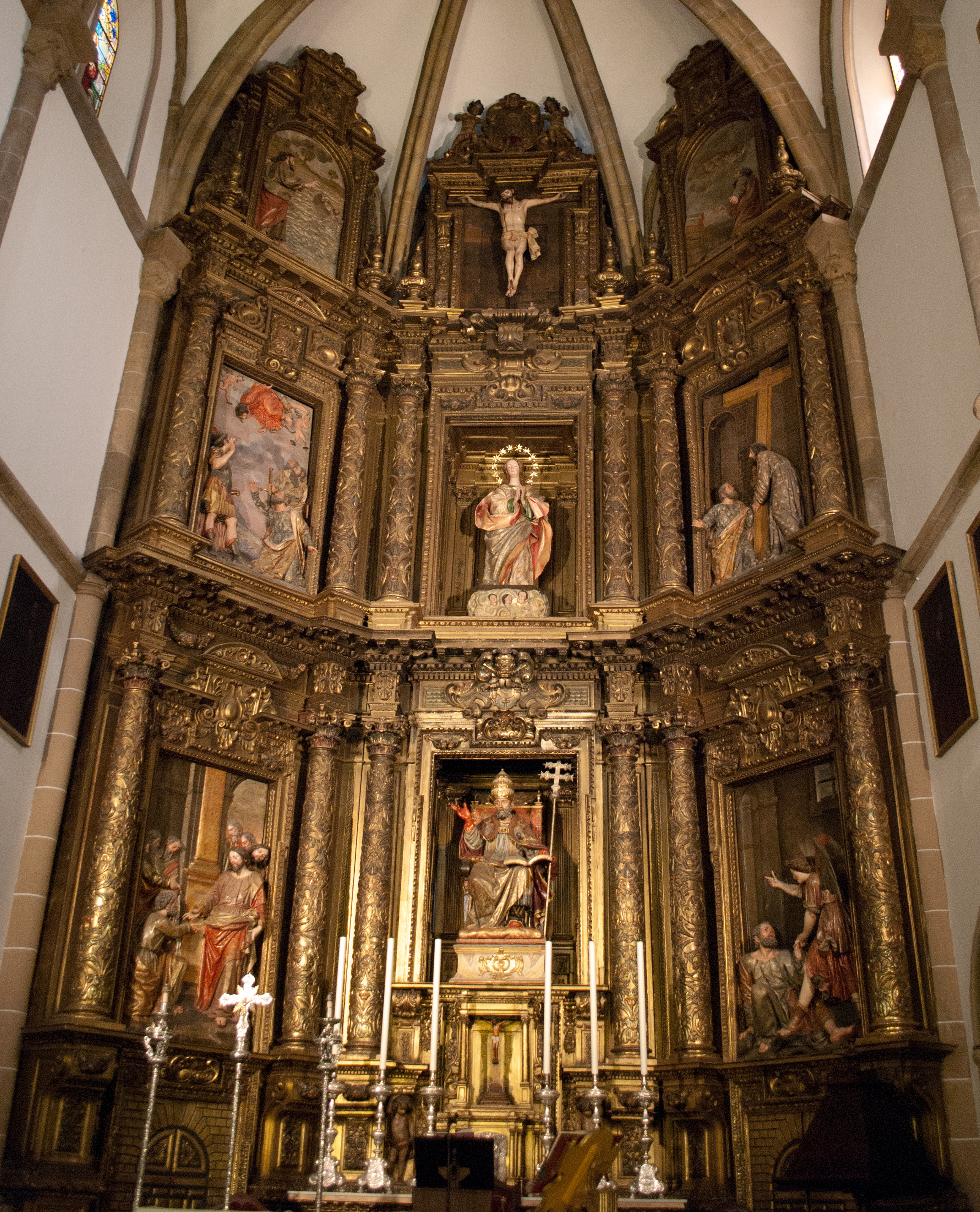
Retable majeur de l'église, réalisé par Felipe de Ribas entre 1641 et 1657, avec la collaboration de son frère Francisco Dionisio.

### Tour
La tour se trouve située près du portail latéral, et présente deux corps facilement différenciables; la partie basse plus ancienne, d'architecture mudéjar; la partie supérieure, où sont les cloches, date du XVIe siècle. Mais aussi, depuis 1597, la tour  présente une remarquable flèche avec azulejos réalisée par Martín Infante.

### Intérieur
- Le retable majeur a été réalisé par Felipe de Ribas entre 1641 et 1657. Dans les parties latérales sont représentées des scènes de la vie de Saint Pierre et dans le centre une sculpture de Saint Pierre, l'Ascension et la Crucifixion. Le retable a été restauré fin 2015.
- Apostolat - Première moitié du XVIIe siècle, dans les murs du presbytère.
- Retable néogothique dans la nef de gauche et au-delà, retable néoclassique du XIXe siècle.
- Retable néogothique placé dans la nef de droite.
- Chapelle du Christ de Burgos, dont l'image a été sculptée par Juan Bautista Vázquez le Vieux en 1573.
- Chapelle sacramentale couverte avec tour mudéjar de 1379[1].
- Le tableau La libération de Saint Pierre par l'ange, de Juan de Roelas.
- Retable de Notre Dame de la Paix, composé  avec trois tables peintes, et cinq autres en corps central, œuvres de Pedro Campana vers 1540. Sa signature apparaît dans la scène de l'Annonciation. Le retable a été restauré - à nouveau, en 2017- par Enrique Hernández Tapias[1].

## Personnalités
Dans cette église a été baptisé le peintre Diego Velázquez, voisin de la rue Morería, le 6 juin 1599. En 1899 la mairie de Séville a placé en son sein une pierre tombale commémorative de ce fait.

## Photographies

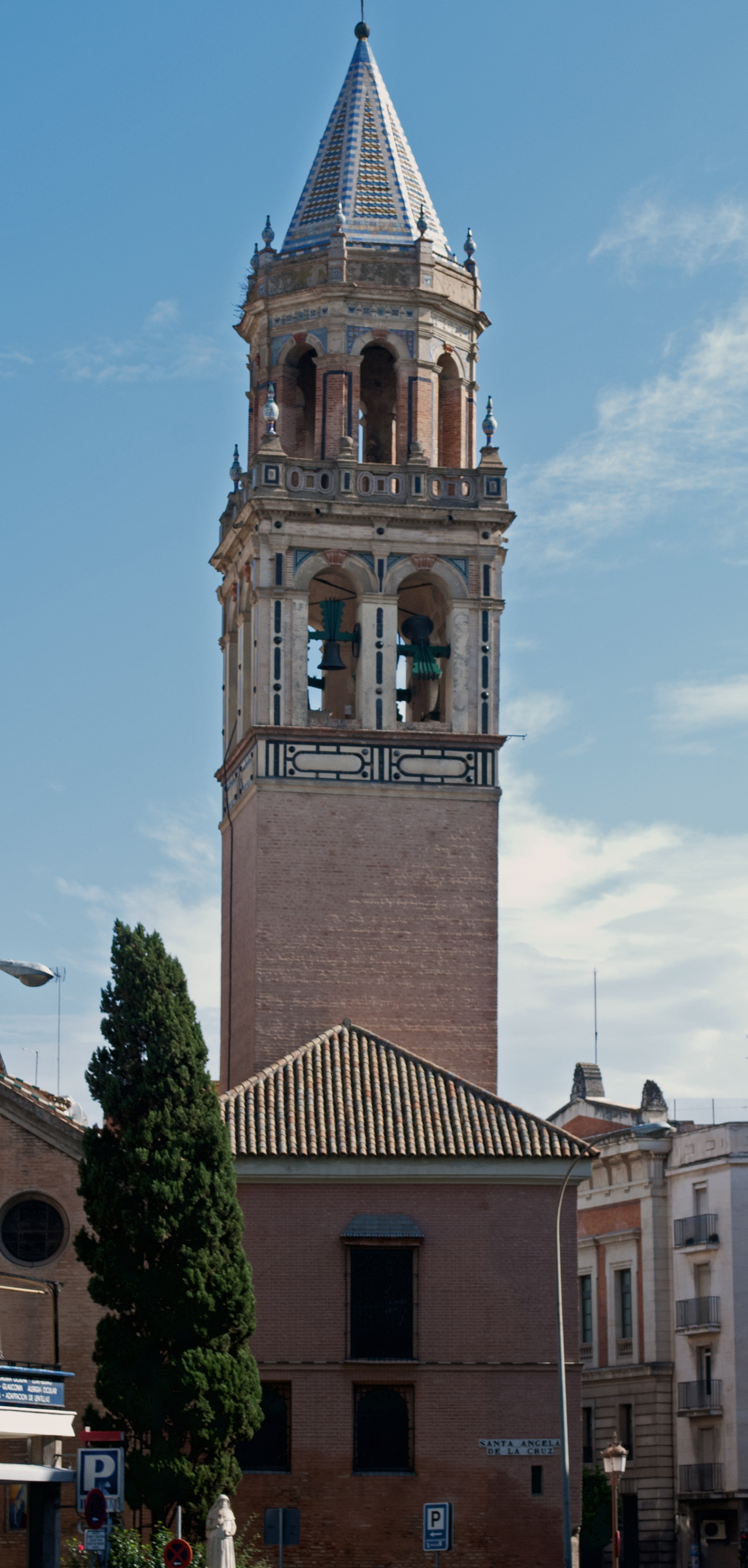
Tour de l'église
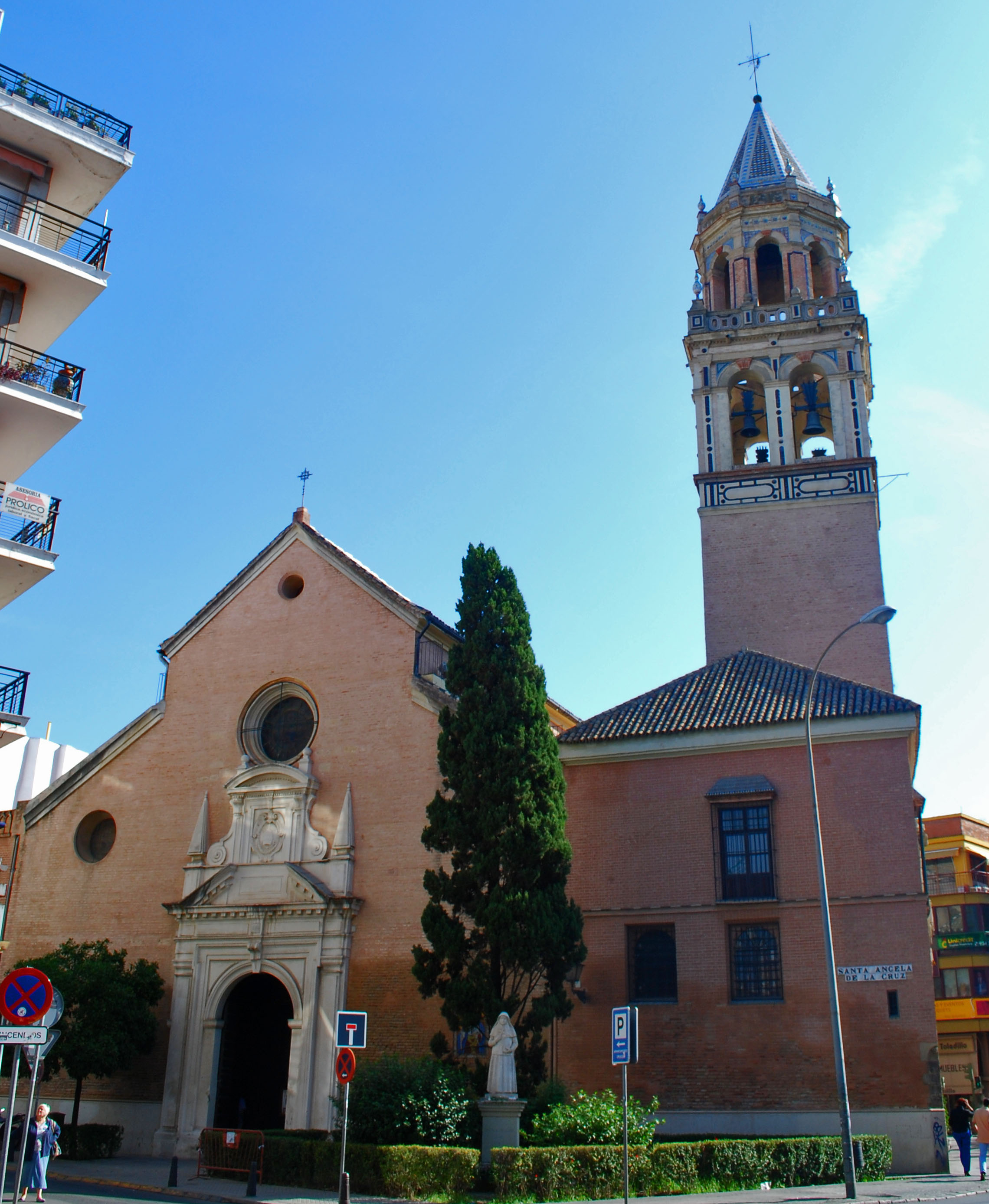
Façade, rue Santa Ángela de la Cruz
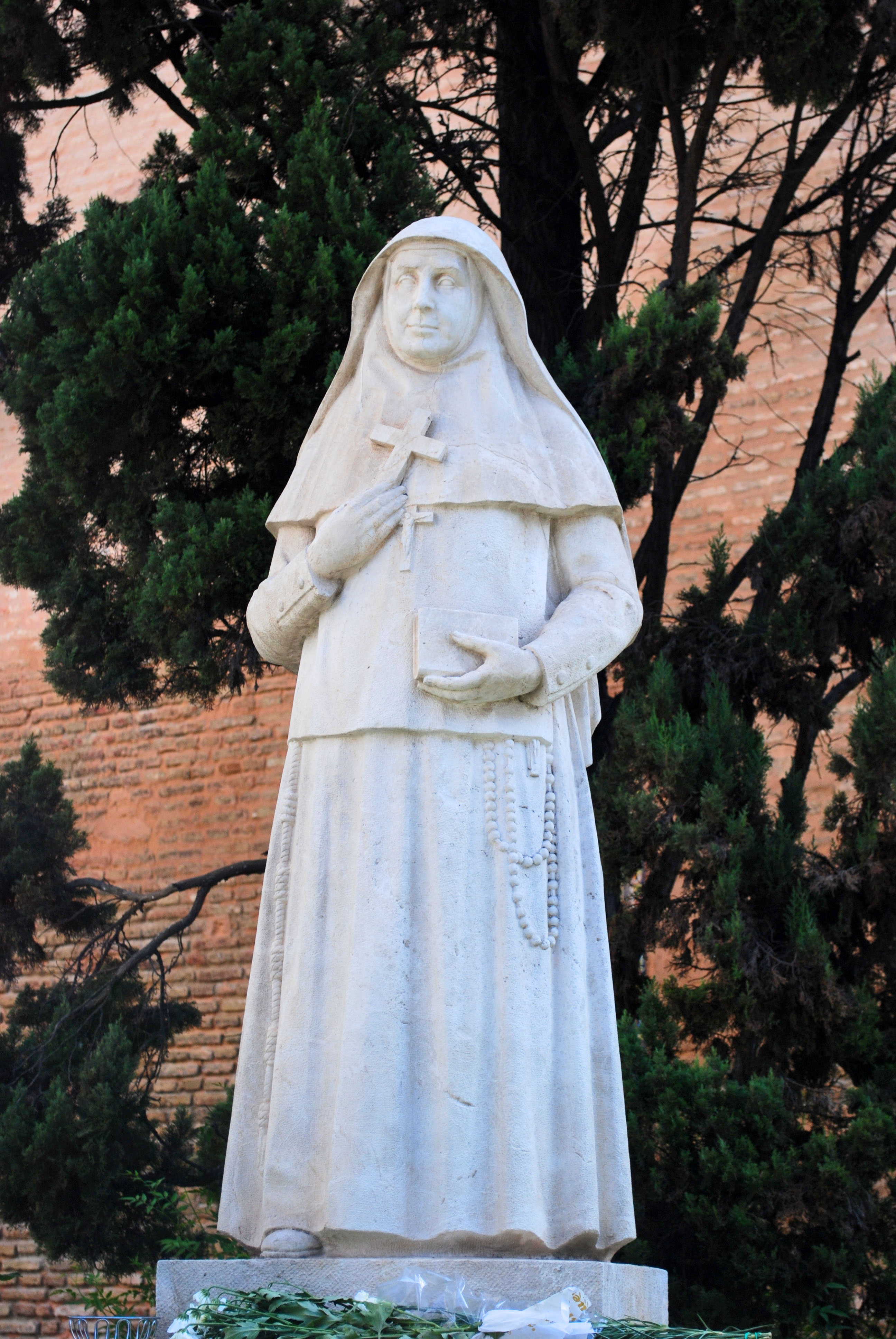
Statue de Santa Ángela de la Cruz
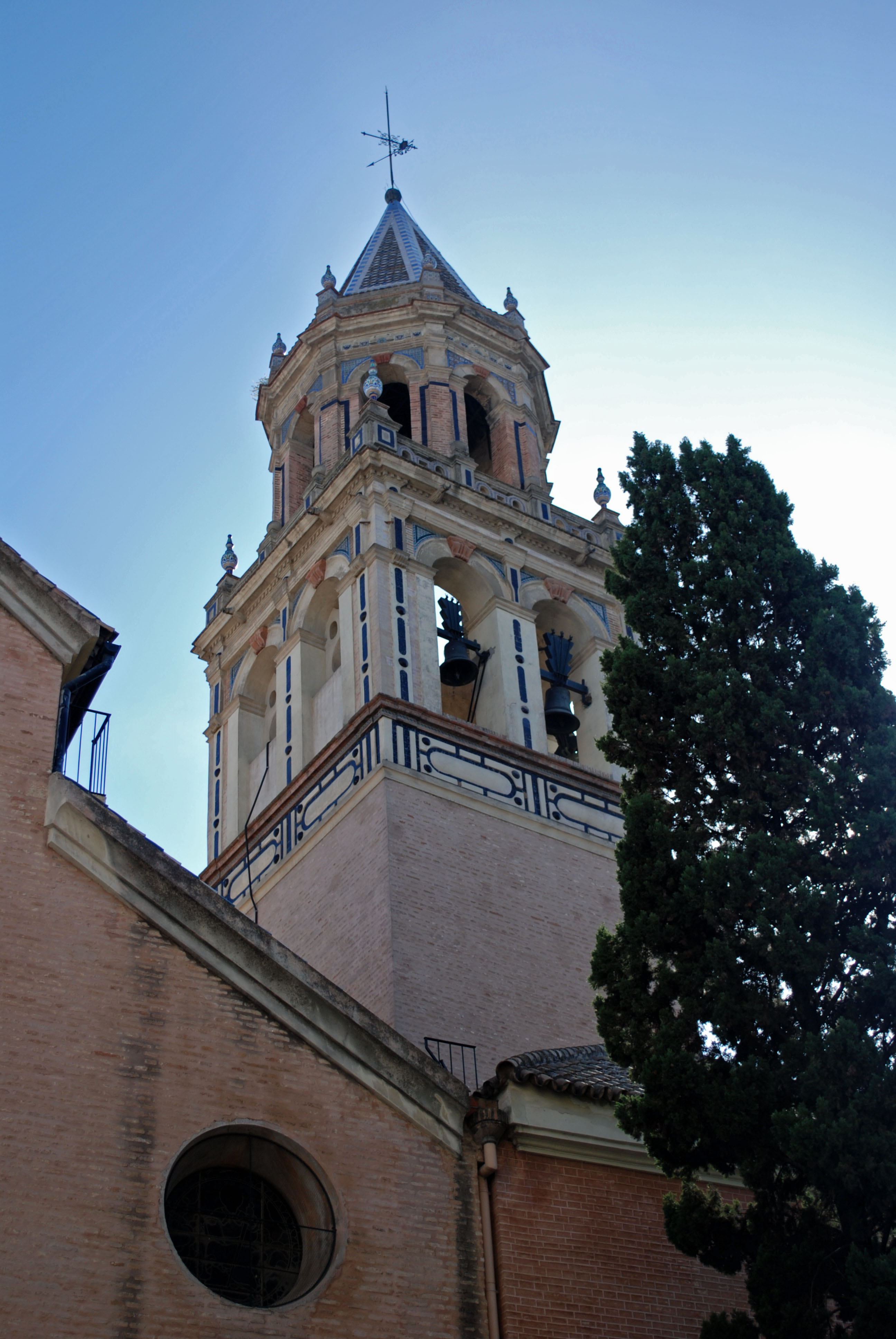
Tour campanile
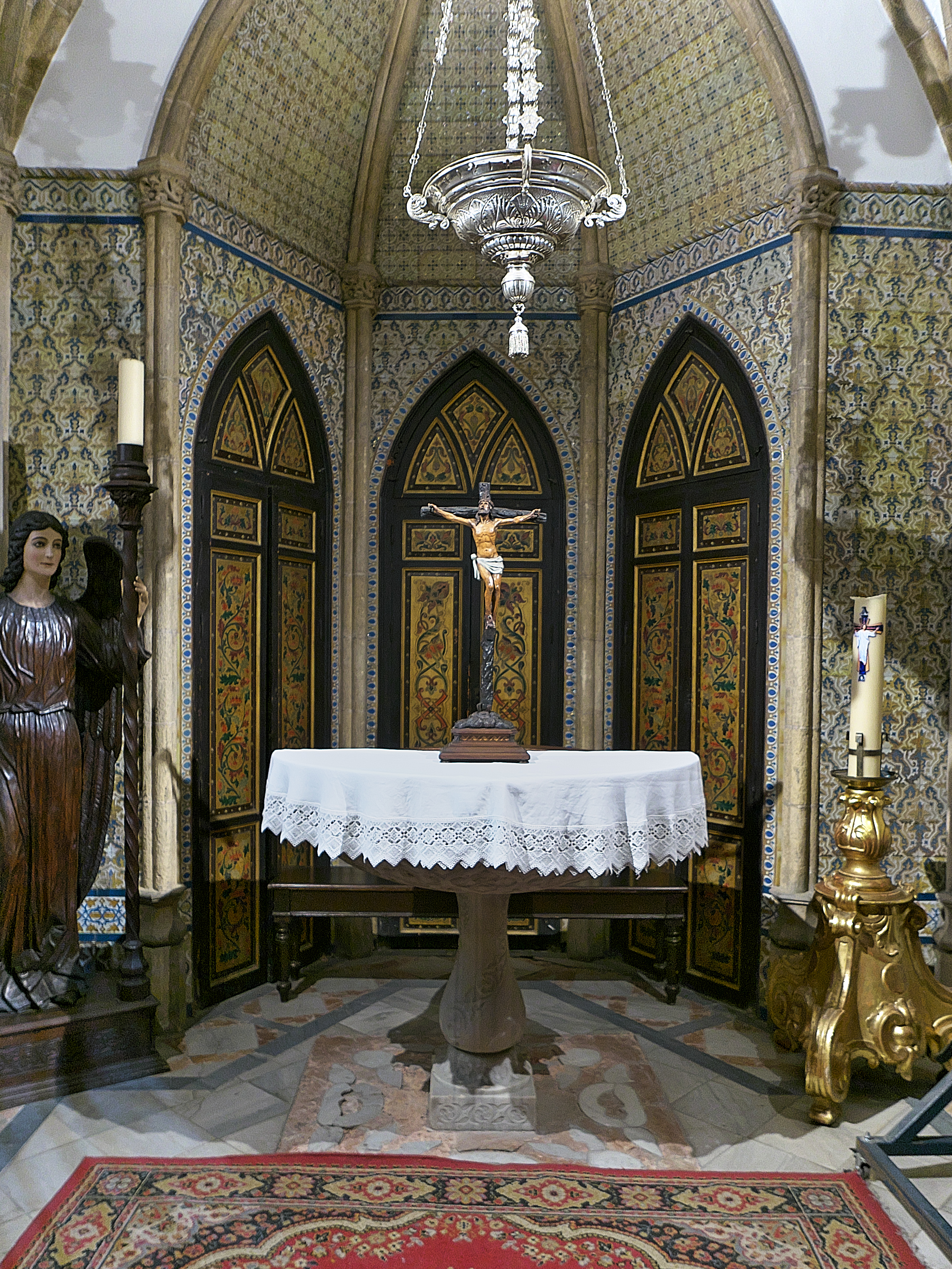
Chapelle baptismale.